# Pont-Remy
 Pont-Remy  es una población y comuna francesa, en la región de Picardía, departamento de Somme, en el distrito de Abbeville y cantón de Ailly-le-Haut-Clocher.

## Demografía
| 1569 | 1547 | 1406 | 1311 | 1395 | 1400 |
| Para los censos de 1962 a 1999 la población legal corresponde a la población sin duplicidades (Fuente: INSEE [Consultar]) |      |      |      |      |      |